# 蔣公路

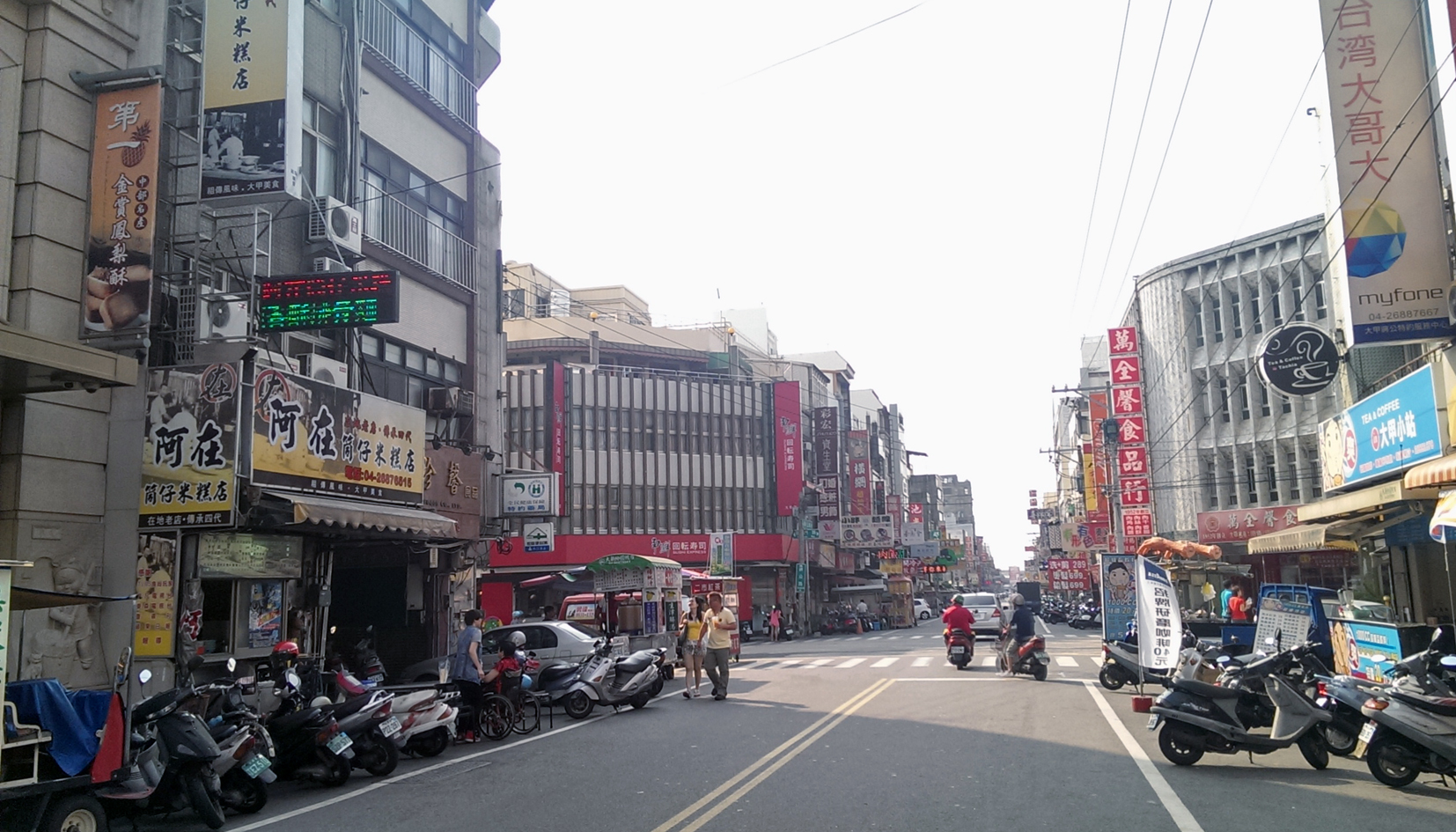
蔣公路街景

蔣公路是臺灣臺中市大甲區的主要道路之一，位於大甲車站正前方，以媽祖遶境活動著名的大甲鎮瀾宮即坐落於此。路名由來係紀念鄭氏王朝將領蔣毅庵，惟2009年所出版之大甲鎮志對此並無定論。

## 路名來由
大甲鎮蔣公路在1810年稱為大甲街、1827年名為大甲城前街（簡稱大甲城）、1937年為站前路、1946年為十七蕃路等名，1946年大甲鎮公所民政課長周東成為大甲鎮各道重新命名，並此路命名為蔣公路。惟2009年出版之大甲鎮志指出，地方人士與學者曾因是否指蔣中正，但又找不出有蔣姓曾在大甲有貢獻者，因此並無定論。
2004年立委選舉前有候選人擬將路名更名為「媽祖路」所引起的新聞風波，當時大甲戶政事務所主任認為是紀念蔣渭水，另有其他說法認為係為感念三百年前鄭成功部下蔣毅庵駐紮大甲地區，避免原住民出草，努力開發，為民謀求福利，對中部地區有十分的貢獻，才將大甲火車站前的「站前路」號名為蔣公路，讓後人緬懷。
當時蔣公路只有到順天路段（今鎮瀾宮前），直到1964年大甲都市道路計畫開發，蔣公路段再開拓順天路往西路段(現今觀光夜市)一直到經國路口段。

## 外部連結
- .   [2017-07-20]. 原始内容存档于2009-11-11.
- . TVBS新聞. 2004-11-02. （原始内容存档于2014-02-21）.